# 안교덕
안교덕(安敎德, 1933년 12월 11일 ~ )은 대한민국의 군인, 정치인이다. 본관은 순흥이고 호는 설봉(雪峰)이다.

## 생애
일제강점기 조선 강원도 울진에서 출생했다. 한영고등보통학교를 졸업하고 육군사관학교에 11기로 입학했다. 이후 하나회의 일원이 되었다.
1955년 육군 소위로 임관했다. 베트남 전쟁에도 참전을 했으며 1970년 육군 대령으로 진급하였으며 1972년에 육군 제1군사령부 작전과 과장에 보임되었고 이 직위를 지내다가 1974년에 육군 대령으로 예편했다. 
제11대 국회의원 선거에서 민주정의당의 전국구 국회의원으로 당선되었다.

## 학력
- 한영고등보통학교 졸업
- 대한민국 육군사관학교 11기 문학사(1955년)
- 서울대학교 영어영문학과 학사(1959년)
- 대한민국 육군보병학교 졸업(1960년)
- 대한민국 육군기갑학교 졸업(1960년)
- 미국 육군야전포병학교 졸업(1963년)
- 대한민국 육군공병학교 졸업(1965년)
- 대한민국 육군포병학교 졸업(1965년)
- 대한민국 국방대학교 행정학사 13기(1968년)
- 서울대학교 행정대학원 행정학 석사(1983년)

### 비학위 수료
- 서울대학교 행정대학원 발전정책과정 수료
- 서울대학교 경영대학원 최고경영자과정 수료

## 주요 경력
- 1972년 육군 제1군사령부 작전과장
- 1973년 윤필용 사건에 연좌되었으나 대법원에서 무죄 판결을 받아 1974년 8월 16일, 육군 대령으로 예편
- 1974년 항신전지 전무이사
- 1976년 정우개발 사장
- 1981년 정우개발 부회장
- 1981년 민주정의당 상임위원
- 1981년 민주정의당 국회의원
- 1985년 한국농촌개발공사 사장
- 1987년 한국농수산물유통공사 사장
- 1987년 대한화훼협회 회장
- 1988년 대한화훼협회 회장 겸 한국냉장 사장
- 1991년 대통령 비서실 민정수석비서관(1991년 5월)
- 1991년 대통령 비서실 민정수석비서관 직위 퇴임(1993년 2월)

## 역대 선거 결과
| 실시년도 | 선거  | 대수 | 직책     | 선거구 | 정당       | 득표수      | 득표율         | 순위        | 당락 | 비고 |
| -------- | ----- | ---- | -------- | ------ | ---------- | ----------- | -------------- | ----------- | ---- | ---- |
| 1981년   | 총선  | 11대 | 국회의원 | 전국구 | 민주정의당 | 5,776,624표 | \| \| 35.6% \| | 전국구 42번 |      | 초선 |
|          | 35.6% |      |          |        |            |             |                |             |      |      |